# Жак, Эдгар Фредерик
Эдгар Фредерик Жак (англ. Edgar Frederick Jacques; 27 марта 1850, Лондон — 30 декабря 1906, Брайтон) — английский музыкальный журналист.
Родился в семье предпринимателей французского происхождения. С 19 лет решил заниматься музыкой, преподавал частным образом, работал церковным органистом. В 1874—1876 гг. руководил музыкальной частью в церкви Святого Андрея в Блумсбери.
Музыкальной журналистикой занялся в середине 1880-х гг. В 1888 г. сменил Фрэнсиса Хюффера в качестве ведущего обозревателя журнала The Musical World, который, однако, в 1891 г. закрылся. В 1892—1897 гг. Жак был главным редактором другого музыкального журнала, The Musical Times. В дальнейшем публиковался как музыкальный критик в газетах The Observer и The Sunday Times. Выступал также с лекциями, особенно интересовался индийской музыкальной традицией.